# Ringkøbing Kommune
| Strukturdaten       | Strukturdaten             |
| ------------------- | ------------------------- |
| Sitz der Verwaltung | Ringkøbing                |
| Fläche              | 400,88 km²                |
| Einwohner           | 17.868 (2006)             |
| Kommune seit 2007   | Ringkøbing-Skjern Kommune |

Ringkøbing Kommune war bis Dezember 2006 eine dänische Kommune im damaligen Ringkjøbing Amt in Jütland. Im Januar 2007 wurde sie mit den Gemeinden Holmsland, Skjern, Videbæk und Egvad zur Ringkøbing-Skjern Kommune zusammengeschlossen.
Entwicklung der Einwohnerzahl der Kommune (jeweils am 1. Januar):
| Jahr | Einwohner |
| ---- | --------- |
| 1980 | 16.463    |
| 1985 | 16.791    |
| 1990 | 16.952    |
| 1995 | 17.351    |
| 1999 | 17.583    |
| 2000 | 17.590    |
| 2003 | 17.903    |
| 2004 | 17.857    |
| 2005 | 17.890    |

Ringkøbing Kommune entstand im Zuge der Verwaltungsreform von 1970 und umfasste folgende Sogn:
- Hee Sogn
- Hover Sogn
- No Sogn
- Rindum Sogn
- Ringkøbing Sogn
- Stadil Sogn
- Sønder Lem Sogn
- Tim Sogn
- Torsted Sogn
- Vedersø Sogn
- Velling Sogn
- Ølstrup Sogn